# ألبير قصيري
ألبير قصيري (3 نوفمبر 1913 - 22 يونيو 2008)، كاتب مصري من أصل سوري يكتب بالفرنسية، لقب بفولتير النيل وأوسكار وايلد الفرنسي وباستر كيتون العربي.

## بدايته
ولد ألبير قصيري في 3 نوفمبر 1913م بحى الفجالة بالقاهرة لأبويين مصريين أصولهما من الشوام الروم الأرثوذكس، كانت عائلته من الميسورين حيث إن والده كان من أصحاب الأملاك. في حديث مع عبد الله نعمان عام 1998، قال قصيري: «نحن من شوام مصر. والدي أرثوذكسي من بلدة القصير قرب حمص في سوريا. انتقلت العائلة إلى مصر أواخر القرن التاسع عشر».
تلقى ألبير قصيري تعليمه في مدارس دينية مسيحية قبل أن ينتقل إلى مدرسة الجيزويت الفرنسية، حيث قرأ لبلزاك وموليير وفيكتور هوغو وفولتير وغيرهم من كبار الكتّاب الفرنسيين الكلاسيكيين.

## حياته
كانت فلسفة ألبير قصيري في حياته هي فلسفة الكسل، لم يعمل في حياته وكان يقول انه لم ير أحدا من أفراد عائلته يعمل الجد والأب والأخوة في مصر كانوا يعيشون على عائدات الأراضى والأملاك، اما هو فقد عاش من عائدات كتبه وكتابة السيناريوهات، وكان يقول (حين نملك في الشرق ما يكفى لنعيش منه لا نعود نعمل بخلاف أوروبا التي حين نملك ملايين نستمر في العمل لنكسب أكثر).
عمل في البحرية التجارية ما بين عامى 1939 و1943 مما أتاح له زيارة العديد من الأماكن منها أمريكا وأنجلترا، زار فرنسا لأول مرة عندما كان في السابعة عشر من عمره قبل أن يقرر أن يستقر فيها في عام 1945م وكان حينها في الثانية والثلاثين.
عاش ألبير قصيري طوال حياته في غرفة رقم 58 في فندق لا لويزيان بشارع السين بحى سان جيرمان دو بريه منذ عام 1945م وحتى وفاته، وأختار العيش في غرفة فندق لأنه كان يكره التملك حيث كان يقول (الملكية هي التي تجعل منك عبدا).
تزوج ألبير قصيري من ممثلة مسرحية فرنسية ولكن لم يدم هذا الزواج طويلا وعاش بقية حياته أعزب وحين كان يسأل عن السعادة كان يقول أن أكون بمفردى.
تعرف ألبير قصيري في فرنسا على ألبير كامى وجان بول سارتر ولورانس داريل وهنرى ميللر الذين أصبحوا فيما بعد رفقته وصحبته اليومية طوال 15 عاما في مقهى كافيه دو فلور.
أصيب في عام 1998م بسرطان في الحنجرة حرمه من حباله الصوتية بعد عملية اجراها لستئصاله وفقد القدرة على النطق، وكان يجيب على أسئلة الصحفيين كتابة.
لم يطلب ألبير قصيري الحصول على الجنسية الفرنسية على الأطلاق وكان يؤكد (لست في حاجة لأن أعيش في مصر ولا لأن أكتب بالعربية، فإن مصر في داخلي وهى ذاكرتى)

## أعماله الأدبية
بدأ ألبير قصيري الكتابة في سن العاشرة، وكان يصف نفسه ب(الكاتب المصري الذي يكتب بالفرنسية)، ترجمت أعماله إلى 15 لغة منها العربية، ولم يكن راض عن نسخة الترجمة العربية بسبب الحذف الذي تم من قبل الرقابة، وقد ترجم له بعض رواياته محمود قاسم وصدرت في القاهرة.
كانت مصر دائما مسرح رواياته وشخصيات رواياته من المصريين البسطاء، ورواياته وأعماله هي :
- لسعات 1931 وهو ديوان شعريا نشر في القاهرة
- بشر نسيهم الرب 1941 وهى مجموعته القصصية الأولى، وصدرت بالقاهرة
- بيت الموت المحتوم 1944
- تنابل الوادى الخصب 1948
- شحاذون ومتغطرسون 1955
- العنف والسخرية 1962 وقد حولت إلى فيلم أخرجته أسماء البكري
- مؤامرة مهرجيين 1975
- طموح في الصحراء[8] 1984
- موت المنزل الأكيد 1992
- ألوان النذالة 1999 وهى آخر أعماله

### أعماله المترجمة للعربية
- 1) شحاذون ومعتزون[9]، (ترجمة: محمود قاسم)، (الرواية رقم 9 من سلسلة «الرواية العالمية»)، الهيئة المصرية العامة للكتاب، 1988
  - شحاذون ومتكابرون، (ترجمة: محمود قاسم)، وكالة الصحافة العربية، 2017
- 2) العنف والسخرية، مؤسسة دار الهلال، 1993
  - (ترجمة: محمود قاسم)، وكالة الصحافة العربية، 2017
- 3) ألوان العار، (ترجمة: منار رشدي أنور - مراجعة: منى علي كمال صفوت)، المركز القومي للترجمة، 2011
  - النايا للدراسات والنشر والتوزيع، 2014
  - (ترجمة: سعيد محمود)، دار كنعان للدراسات والنشر، 2017
- 4) طموح في الصحراء، (ترجمة: إيهاب صبحي)، الهيئة المصرية العامة للكتاب، 2016
- 5) كسالى في الوادي الخصيب، (ترجمة: محمود قاسم)، وكالة الصحافة العربية، 2017
- 6) منزل الموت الأكيد، (ترجمة: محمود قاسم)، وكالة الصحافة العربية، 2017

## الجوائز
حصل ألبير قصيري على العديد من الجوائز منها :
- جائزة جمعية الأدباء عام 1965
- جائزة الأكاديمية الفرنسية للفرنكوفونية عام 1990 عن رواياته الست التي كتبها عن عامة الشعب بمدينة القاهرة
- جائزة أوديبرتى عام 1995
- جائزة البحر المتوسط عام 2000
- جائزة بوسيتون لجمعية الأدباء عام 2005

## وفاته
في حوار له في مجلة Lire قبل سنوات من وفاته سأله الصحفى : كيف تريد أن تموت ؟ قال : على فراشى في غرفة الفندق، وقد تحقق له ما أراد حيث توفى ألبير قصيري في 22 يونيو 2008 عن عمر 94 عاما بغرفته بفندق لا لويزيان، وقد ترك ميراث أدبى عبارة عن 8 روايات ومجموعة قصصية وديوان شعر.

## روابط خارجية
- ألبير قصيري على موقع IMDb (الإنجليزية)
- ألبير قصيري على موقع ألو سيني (الفرنسية)
- ألبير قصيري على موقع أول موفي (الإنجليزية)
- ألبير قصيري على موقع قاعدة بيانات الفيلم (الإنجليزية)
- ألبير قصيري على موقع كينوبويسك (الروسية)

## طالع أيضًا
- ألبير قصيرى. من الفجالة إلى سان جيرمان[وصلة مكسورة] - الأهرام اليومي.
- 100 عام علي ميلاد فولتير النيل[وصلة مكسورة] - الأهرام
- آخر حوار مع ألبير قصيري - العربي الجديد.
- نصيحة «ألبير قصيرى» للثوار: السخرية تُسقِط الحكومات المستبدة - المصري اليوم.
- البير قصيري: أنا كاتب مصري باللغة الفرنسية[وصلة مكسورة] - الشرق الأوسط.
- ألوان العار..القاهرة كما رصدها ألبير قصيري - الجزيرة.